# Josef Prechtl
Josef Prechtl (* 20. August 1896 in Salzburg, Salzburg; † 3. März 1976 ebenda) war ein österreichischer Politiker (ÖVP).

## Leben
Josef Prechtl wuchs in Salzburg heran, wo er Volks-, Bürger- und Handelsschule absolvierte. Von 1911 bis 1913 genoss er die Lehre zum Kaufmann bei der Firma Stranz & Scio in Salzburg. 1915 musste auch Prechtl als Soldat im Ersten Weltkrieg dienen, aus dem er im Jahr 1918 nach Österreich heimkehrte.
Ende der 1910er, bzw. Anfang der 1920er Jahre lebte Prechtl kurzzeitig in Oberösterreich, wo er in Braunau am Inn Betriebsleiter einer börsennotierten Aktiengesellschaft war. 1923 kehrte er nach Salzburg zurück, wo er im selben Jahr ein Lebensmittel- und Einzelhandelswarenhaus gründete. Er leitete dieses bis zu seiner Pensionierung, im Jahr 1970. Unterbrochen wurde sein beruflicher Werdegang nur durch seine Teilnahme als Soldat im Zweiten Weltkrieg, von 1939 bis 1945.
1946 wurde Prechtl zum Bezirksvorsitzenden des Wirtschaftsbundes für Salzburg gewählt. Im selben Jahr wurde er als Mitglied des Gemeinderats vereidigt, dem er danach bis 1957 angehören sollte. In der Zeit von 1953 bis 1957 fungierte Prechtl zudem als Wirtschaftsstadtrat.
Auf Grund seiner wirtschaftlichen Kenntnisse wurde er 1946 Vorsitzender des Ernährungsbeirates in der Salzburger Landesregierung. Bis 1948 war so seine Politik maßgeblich für das Überleben der durch die Kriegsfolgen beeinträchtigten Salzburger Bevölkerung verantwortlich.
Von November 1948 bis Dezember 1949 vertrat Prechtl Salzburg zudem als Mitglied im Bundesrat in Wien.

## Auszeichnungen
- 1956: Goldenes Ehrenzeichen für Verdienste um die Republik Österreich
- 1970: Goldenes Verdienstzeichen des Landes Salzburg